# Marijn van den Berg
Marijn van den Berg (* 19. července 1999) je nizozemský profesionální silniční cyklista jezdící za UCI WorldTeam EF Education–EasyPost. Jeho bratr Lars je též profesionálním cyklistou.

## Hlavní výsledky
2017
2. místo E3 Harelbeke Junioren
6. místo La Route des Géants
7. místo Gent–Wevelgem Juniors
2018
Olympia's Tour
5. místo celkově
vítěz 6. etapy
9. místo Slag om Norg
2019
Carpathian Couriers Race
 celkový vítěz
 vítěz bodovací soutěže
 vítěz soutěže mladých jezdců
vítěz 2. etapy
Národní šampionát
3. místo silniční závod do 23 let
Czech Cycling Tour
10. místo celkově
2020
Orlen Nations Grand Prix
vítěz 1. etapy
2021
Orlen Nations Grand Prix
 celkový vítěz
vítěz etap 1 a 2
vítěz GP Adria Mobil
Tour de l'Avenir
 vítěz bodovací soutěže
vítěz etap 2 (TTT), 3 a 5
Alpes Isère Tour
vítěz 1. etapy
Národní šampionát
3. místo časovka do 23 let
A Travers les Hauts de France
3. místo celkově
 vítěz soutěže mladých jezdců
3. místo Paříž–Tours Espoirs
L'Étoile d'Or
4. místo celkově
Kreiz Breizh Elites
5. místo celkově
Mistrovství Evropy
8. místo silniční závod do 23 let
2022
7. místo Clásica de Almería
7. místo Grand Prix de Wallonie
10. místo Coppa Bernocchi
2023
vítěz Trofeo Ses Salines–Alcúdia
Route d'Occitanie
 vítěz bodovací soutěže
vítěz 1. etapy
Tour de Pologne
vítěz 5. etapy
3. místo Figueira Champions Classic
Région Pays de la Loire Tour
8. místo celkově
 vítěz bodovací soutěže
10. místo Classic Brugge–De Panne
2024
3. místo Trofeo Palma
4. místo Trofeo Ses Salines–Felanitx
7. místo Figueira Champions Classic

### Výsledky na Grand Tours
| Grand Tour      | 2023 | 2024 |
| --------------- | ---- | ---- |
| Giro d'Italia   | —    | —    |
| Tour de France  | —    | 109  |
| Vuelta a España | 126  |      |

| —   | Nezúčastnil se |
| DNF | Nedokončil     |